# Giovanni Stassi
Giovanni Stassi (Tunisi, 1918 – Africa Settentrionale Italiana, 2 settembre 1942) è stato un militare italiano, insignito della medaglia d'oro al valor militare alla memoria nel corso della seconda guerra mondiale.

## Biografia
Nacque a Tunisi nel 1918, figlio di Leonardo e Rosalia Barzellino. 
Impiegato del Consolato Generale d'Italia a Tunisi, rientrò in Italia nel 1940 per frequentare il corso allievi ufficiali di complemento presso il 31º Reggimento fanteria di stanza a Napoli e dal 1º marzo 1941 venne promosso sottotenente di complemento dell'arma di fanteria. Destinato in servizio al 62º Reggimento fanteria motorizzato, e trattenuto al deposito per compiervi il servizio di prima nomina, ottenne poco dopo di passare nella specialità paracadutisti. Nel luglio dello stesso anno fu trasferito al 1º Reggimento fanteria paracadutisti della 185ª Divisione paracadutisti "Folgore" divenuto poi il 186º e nel luglio 1942 parti per l'Africa Settentrionale Italiana. Cadde in combattimento il 2 settembre 1942, e venne successivamente insignito della medaglia d'oro al valor militare alla memoria.